# Националсоциалистическа женска организация
Националсоциалистическа женска организация (на немски: Nationalsozialistische Frauenschaft; NS-Frauenschaft) е женското крило на Националсоциалистическата германска работническа партия (NSDAP).

## История
Тя е основана през октомври 1931 г. като обединение на няколко националистически и националсоциалистически женски асоциации.
Подчинена е на националното партийно ръководство (Reichsleitung). От февруари 1934 г. до края на Втората световна война през 1945 г., NS-Frauenschaft е ръководена от Гертруд Шолц-Клинк (1902-1999). Тя вестника NS-Frauen-Warte.
Дейностите ѝ включват инструкции за използване на германски продукти, като например масло и коприна, на мястото на внесените, като част от програмата за самодостатъчност. През Втората световна война те осигуряват и напитки на железопътните гари, събират скрап и други материали, провеждат готварски и други уроци. Организациите на пропагандата зависят от тях като основен разпространител на пропаганда пред жените.
NS-Frauenschaft достига общо до 2 милиона членове до 1938 г., което представлява 40% от общото членство в организацията.